# Auburn (Massachusetts)
Auburn és una població dels Estats Units a l'estat de Massachusetts. Segons el cens del 2009 tenia 16.259 habitants.

## Demografia
Segons el cens del 2000, Auburn tenia 15.901 habitants, 6.346 habitatges, i 4.404 famílies. La densitat de població era de 399,7 habitants per km².
Dels 6.346 habitatges en un 28,1% hi vivien nens de menys de 18 anys, en un 57,6% hi vivien parelles casades, en un 8,7% dones solteres, i en un 30,6% no eren unitats familiars. En el 25,7% dels habitatges hi vivien persones soles el 13,5% de les quals corresponia a persones de 65 anys o més que vivien soles. El nombre mitjà de persones vivint en cada habitatge era de 2,48 i el nombre mitjà de persones que vivien en cada família era de 3,01.
Per edats la població es repartia de la següent manera: un 22,7% tenia menys de 18 anys, un 5,4% entre 18 i 24, un 28,6% entre 25 i 44, un 25,2% de 45 a 60 i un 18,1% 65 anys o més.
L'edat mediana era de 41 anys. Per cada 100 dones de 18 o més anys hi havia 87,4 homes.
La renda mediana per habitatge era de 51.753 $ i la renda mediana per família de 60.805$. Els homes tenien una renda mediana de 42.893 $ mentre que les dones 31.121$. La renda per capita de la població era de 23.802$. Entorn del 2,7% de les famílies i el 3,3% de la població estaven per davall del llindar de pobresa.